# Gustaf Adolf Jonsson
Gustaf Adolf Jonsson (* 26. Juni 1879 in Stockholm; † 30. April 1949 ebenda) war ein schwedischer Sportschütze.

## Erfolge
Gustaf Adolf Jonsson nahm an drei Olympischen Spielen teil. Mit dem Freien Gewehr gewann er 1908 in London mit der Mannschaft im Dreistellungskampf die Silbermedaille hinter Norwegen und vor Frankreich. Mit 840 Punkten war er der beste Schütze der Mannschaft, zu der neben Jonsson noch Claës Rundberg, Janne Gustafsson, Per-Olof Arvidsson, Axel Jansson und Gustav-Adolf Sjöberg gehörten. Das Einzel beendete er auf dem 15. Platz. Mit der Mannschaft im Wettbewerb mit dem Armeegewehr über sechs Distanzen wurde er Fünfter. Bei den Olympischen Spielen 1912 in Stockholm erreichte er mit dem Armeegewehr im Dreistellungskampf im Einzel den elften Platz. Im Mannschaftswettbewerb belegte er gemeinsam mit Hugo Johansson, Erik Blomqvist, Carl Björkman, Bernhard Larsson und Mauritz Eriksson mit einer Gesamtpunktzahl von 5655 Punkten vor Norwegen und Dänemark den ersten Rang und wurde damit Olympiasieger. Mit dem Armeegewehr schloss er die Einzelkonkurrenz auf dem 16. Platz ab. 1920 startete Jonsson in Antwerpen in drei Disziplinen. Im liegenden Anschlag mit dem Armeegewehr über 600 m erzielte er keine vordere Platzierung. Im Mannschaftswettbewerb sicherte er sich über 600 m neben Erik Blomqvist, Hugo Johansson, Mauritz Eriksson und Erik Ohlsson Bronze. Den kombinierten Mannschaftswettbewerb über 300 und 600 m beendete er auf Rang sechs.